# جورج ورث
جورج ورث (بالإنجليزية: George Worth)‏ هو مبارز بالسيف أمريكي، ولد في 1 أبريل 1915 في بودابست في المجر، وتوفي في 15 يناير 2006 في أورانجبورغ في الولايات المتحدة.

## وصلات خارجية
- جورج ورث على موقع اللجنة الأولمبية الدولية (الإنجليزية)
- جورج ورث على موقع أوليمبيديا (الإنجليزية)